# Ələhi
Ələhi è un comune dell'Azerbaigian situato nel distretto di Ordubad.